# Cristalero

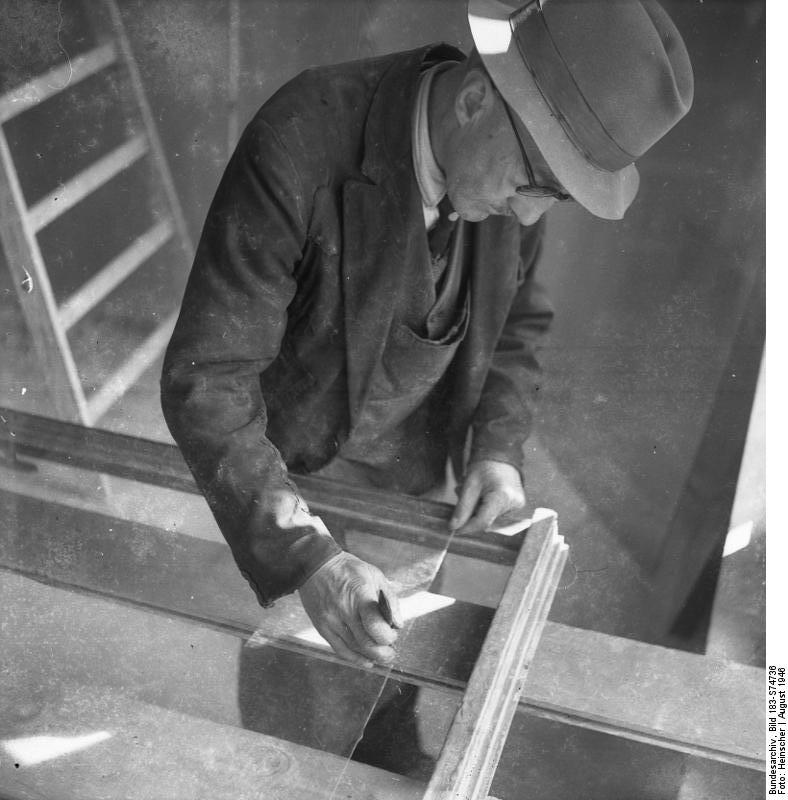
Cristalero trabajando

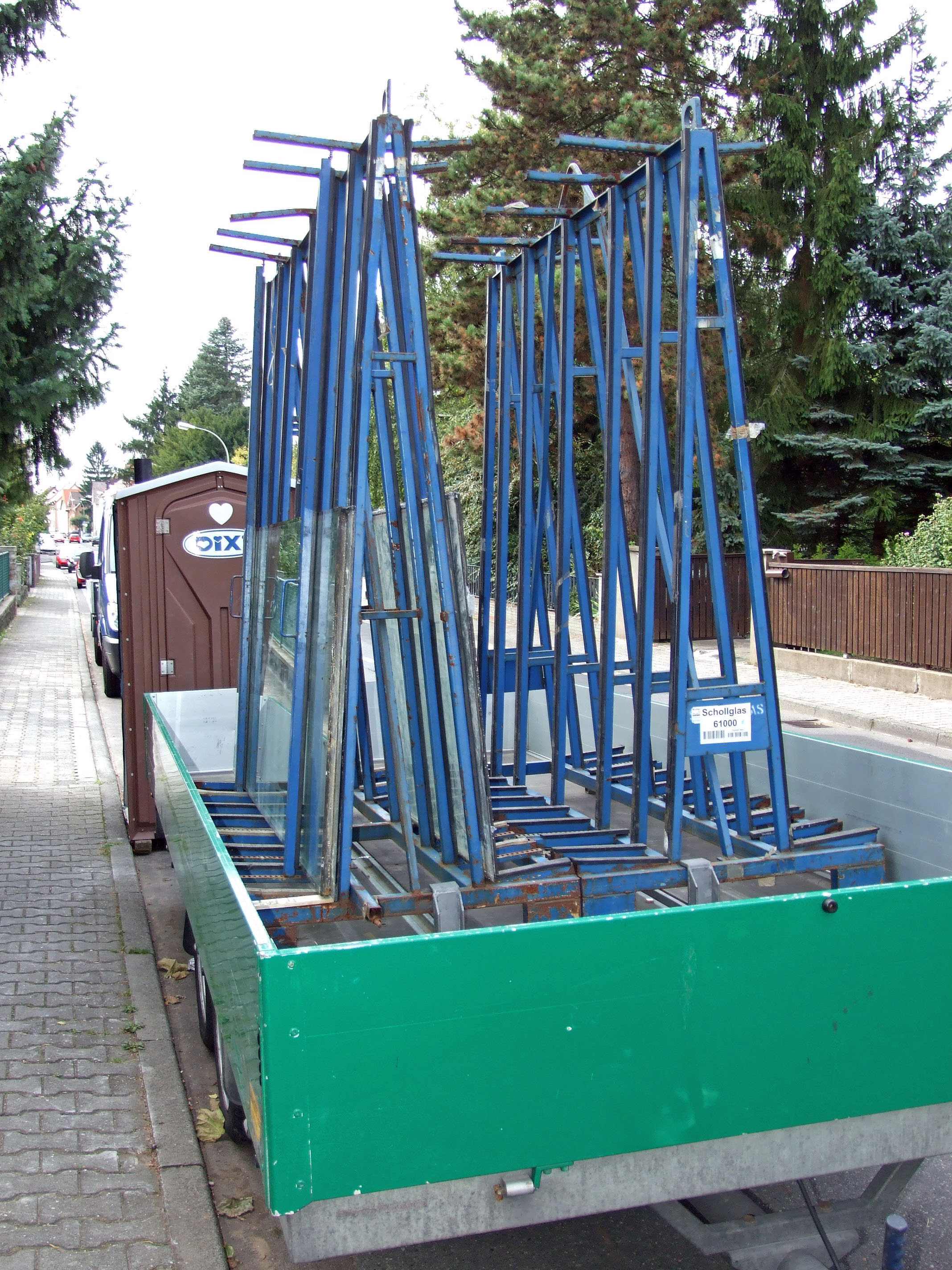
Trailer de cristalero

Un cristalero (en algunos países, vidriero) es una persona que se encarga de la realización de acristalamientos, cristales, instalación de vidrios o reparaciones de los mismos. 
Las principales tareas de los cristaleros consisten en:
- Fabricación e instalación de diversos elementos entre los que figuran:
  - Cristales blindados
  - Butiral transparente, translúcido, opaco, o tipo silence
  - Vidrios mateados, templados, parsol, reflectasol, cool-lite, planitherm.
  - Lunas de cualquier tipo y dimensión
  - Dobles acristalamientos de cualquier composición
  - Vidrios de control de luz solar: antelio, reflectasol, stopsol, cool-lite
  - Vidrios impresos
  - Vidrios armados
  - Vidrios decorados
  - Vidrios con cualquier tratamiento: Templados, Mateados al ácido o al chorro de arena
  - Vidrios decorativos
  - Espejos de baño, para puertas de armario, decorativos
  - Vidrios dobles de cualquier composición
- Sustitución o instalación de pernios altos o bajos en puertas de cristal
- Instalación o sustitución de cerradura con llave y pomo para puertas de cristal
- Instalación o sustitución de mecanismo de freno con caja y tapa para puertas de cristal

## Intervenciones urgentes de cristalería
Entre las intervenciones urgentes que realizan, figuran:
- Sustitución de vidrios rotos
- Instalación de vidrio provisional en los casos en los que no se pueda sustituir el vidrio en el momento de la visita, y siempre que la vivienda o local quede desprotegido.
- Toma de las medidas de seguridad necesarias en los casos en que el vidrio roto sea susceptible de causar daños a las personas o a los objetos.

## Herramientas y accesorios

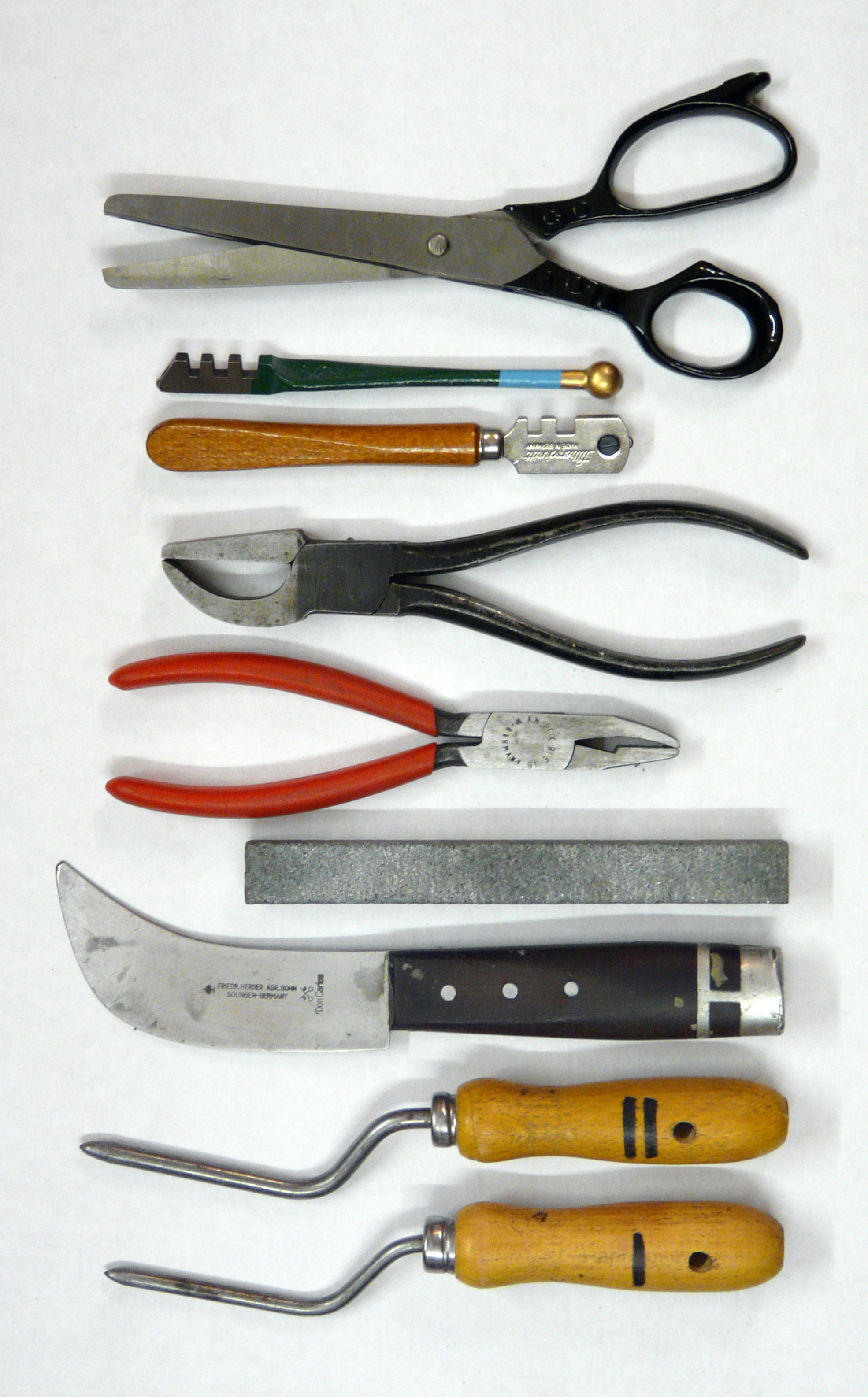
Varias herramientas de cristalero

Existen diferentes herramientas para trabajar y manejar el vidrio. Las principales son:
- cortadora de vidrio o "Fletcher"

- masilla
- pulidor de vidrio

- taladro para vidrio
- ventosa